# Lydia Gifford
Lydia Gifford née à Cheltenham en 1979 est une artiste peintre britannique. Elle vit et travaille à Londres.

## Biographie
En 2006, elle étudie la peinture à Chelsea School of Art and Design, à Londres. En 2008, elle est diplômée en peinture au Royal College of Art.   
En France, elle participe en 2012 à Prairies, troisième édition de la biennale d'art contemporain à Rennes. En 2016, elle réalise sa première exposition personnelle I Am Vertical , en France au Centre d'art contemporain de Vassivière.   
Sa pratique picturale tend vers la sculpture. Elle utilise des matériaux pauvres : tissu, papier, carton, coton. Ses peintures prennent forme et volume par accumulation de couches de matière.    

## Citation de l'artiste
«Sur le mur, je placerai un diptyque monumental en coton tendu sur une planche. La teinture d’un des matériaux internes colore la surface extérieure depuis l’intérieur. Ces différents tissus, saturés de peinture et de gesso, sont accumulés sur la structure en bois. Chorégraphiés, pliés, fixés avec des clous, poussant l’intégrité intrinsèque des matériaux jusqu’à leurs limites, ils engendrent un sentiment d’ordre inédit, réorganisé.»

## Expositions
- Midsection, Micky Schubert, Berlin, 2016
- I am vertical, Centre International d’Art et du Paysage, Ile de Vassiviere, France, 2016
- To. For. With, Laura Bartlett Gallery, Londres, 2015[5]
- Drawn, BALTIC Centre for Contemporary Art, Gateshead, 2014
- Siding, Kunsthaus Baselland, Bâle, 2013
- The Neighbour, Laura Bartlett Gallery, Londres, 2012[6]
- Midday, David Roberts Art Foundation, Londres, 2012
- Distances, Galerie Micky Schubert, Berlin, 2012
- Its Hurtling Gold, Laura Bartlett Gallery, Londres, 2011
- Brackets, Marcelle Alix, Paris, 2010
- Lydia Gifford, Laura Bartlett Gallery, Londres, 2018

## Prix est distinctions
- 2008, Valerie Beston Young Artists Prize, Londres
- 2005, Socrates Erasmus Scholarship, Université der Künste, Berlin